# Château de Himeji
Le château de Himeji (姫路城, Himeji-jō) est un château japonais situé à Himeji dans la préfecture de Hyōgo.
C'est l'un des plus anciens bâtiments du Japon médiéval. Désigné comme trésor national du Japon et inscrit au patrimoine mondial de l'UNESCO, c'est l'un des douze derniers châteaux japonais dont le tenshu (donjon) en bois est encore authentique (les autres châteaux ont été reconstruits après l'époque féodale, souvent dans les années 1960-1970). Il est aussi connu sous les surnoms de « Hakuro-jō » ou « Shirasagi-jō » (白鷺城, château du Héron blanc ou de l'aigrette blanche) en raison de sa couleur blanche et aussi par opposition aux deux autres célèbres châteaux d'Okayama (donjon reconstruit) et de Matsumoto (donjon authentique), tous deux de couleur noire.
Le château de Himeji apparaît souvent à la télévision japonaise. La raison en est simple, lorsque le tournage d'une fiction historique doit avoir lieu (Abarenbō Shōgun (en) par exemple), les producteurs se tournent naturellement vers ce château qui est le seul du Japon à être aussi bien conservé.

## Histoire
Le château originel a été conçu et réalisé pendant l'époque Nanboku-chō de l’époque de Muromachi. En 1346, Akamatsu Sadanori transforme en château le fort que son père Akamatsu Norimura avait construit en 1333 à la base du mont Himeji,. Après la chute d'Akamatsu durant la rébellion de Kakitsu, le clan Yamana avait repris un moment à son compte l'idée d'un château ; mais les Akamatsu reprirent le dessus après la guerre d'Ōnin et c'est à cette période qu'Akamatsu Masanori y ajoute deux enceintes.
En 1580, Toyotomi Hideyoshi prit le contrôle du château et, suivant les conseils de Kuroda Yoshitaka, construisit une tour de trois étages : l'actuel donjon.
À la suite de la bataille de Sekigahara en 1600, Tokugawa Ieyasu accorda le château de Himeji à Ikeda Terumasa, son gendre. En 1609, le donjon de quatre étages est achevé puis, en 1618, Honda Tadamasa fit élever les bâtiments de l'enceinte ouest.
Himeji fut l'un des derniers repaires des tozama daimyo à la fin de la période Edo. En 1868, le nouveau gouvernement japonais envoya l'armée Okayama, sous le commandement du descendant d'Ikeda Terumasa, pour déloger ses derniers occupants.
Quand le système des han fut aboli en 1871, le château de Himeji fut vendu aux enchères. Le prix d'achat fut de 23 yens et 50 sens (environ 500 000 yens actuels, ou 3 000 €). Cependant, le coût de son démantèlement était important et il fut simplement abandonné,.
Le 10e régiment d'infanterie occupa le château de Himeji en 1874 et le ministère de la Guerre en prit le contrôle en 1879. La tour principale fut rénovée en 1910, pour  90 000 yens de fonds publics.
Himeji a été bombardé en 1945, à la fin de la Seconde Guerre mondiale. Bien qu'une école à proximité ait été totalement détruite par les flammes, le château a survécu, presque entièrement intact, à l'exception de quelques impacts.
De grands travaux de rénovation ont été entrepris d'avril 2010 à mars 2015, au cours desquels il n'était pas possible de visiter le bâtiment principal, le donjon (daitenshu, 大天守). Seuls les chemins l'entourant ainsi que le grand parc au pied du château restaient ouverts au public. Les échafaudages qui empêchaient de voir le bâtiment principal ont été enlevés le 14 janvier 2014 et le château est de nouveau ouvert au public depuis le 27 mars 2015.
Lors de l’année fiscale 2023, 1,48 million de personnes ont visité le château, dont 452.300 non-Japonais.

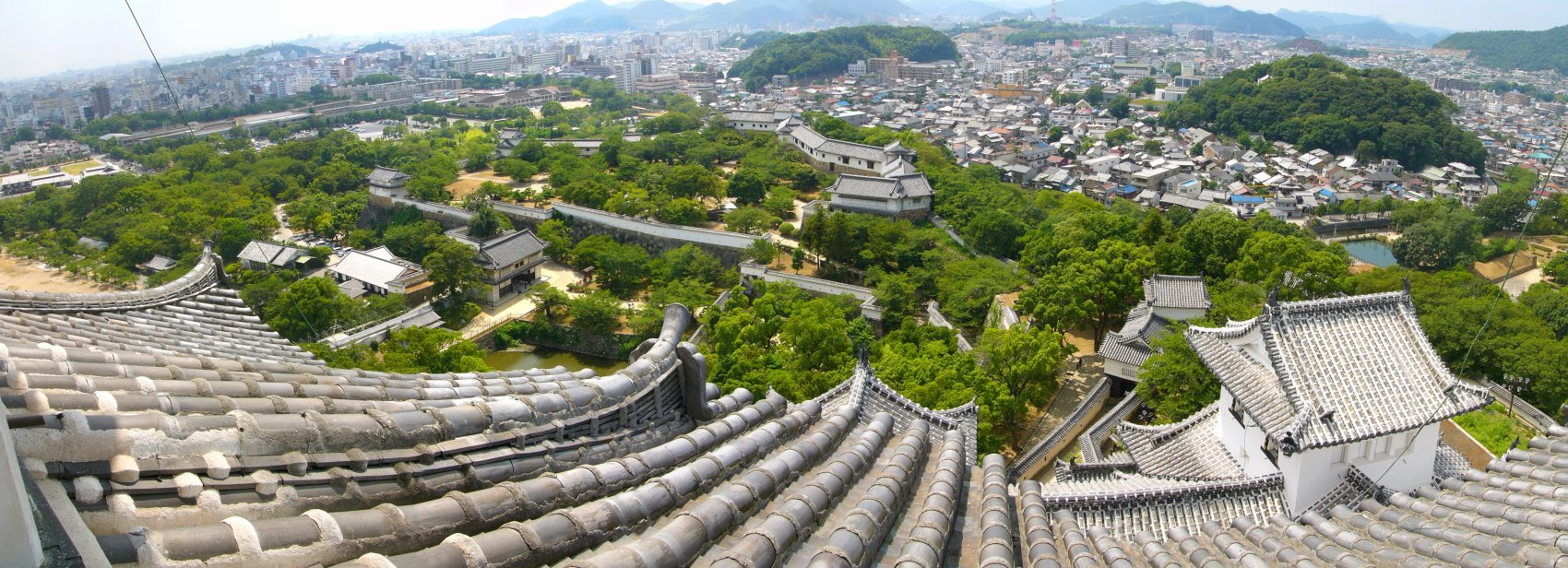
Vue panoramique du château avec la ville en arrière-plan.

## Architecture

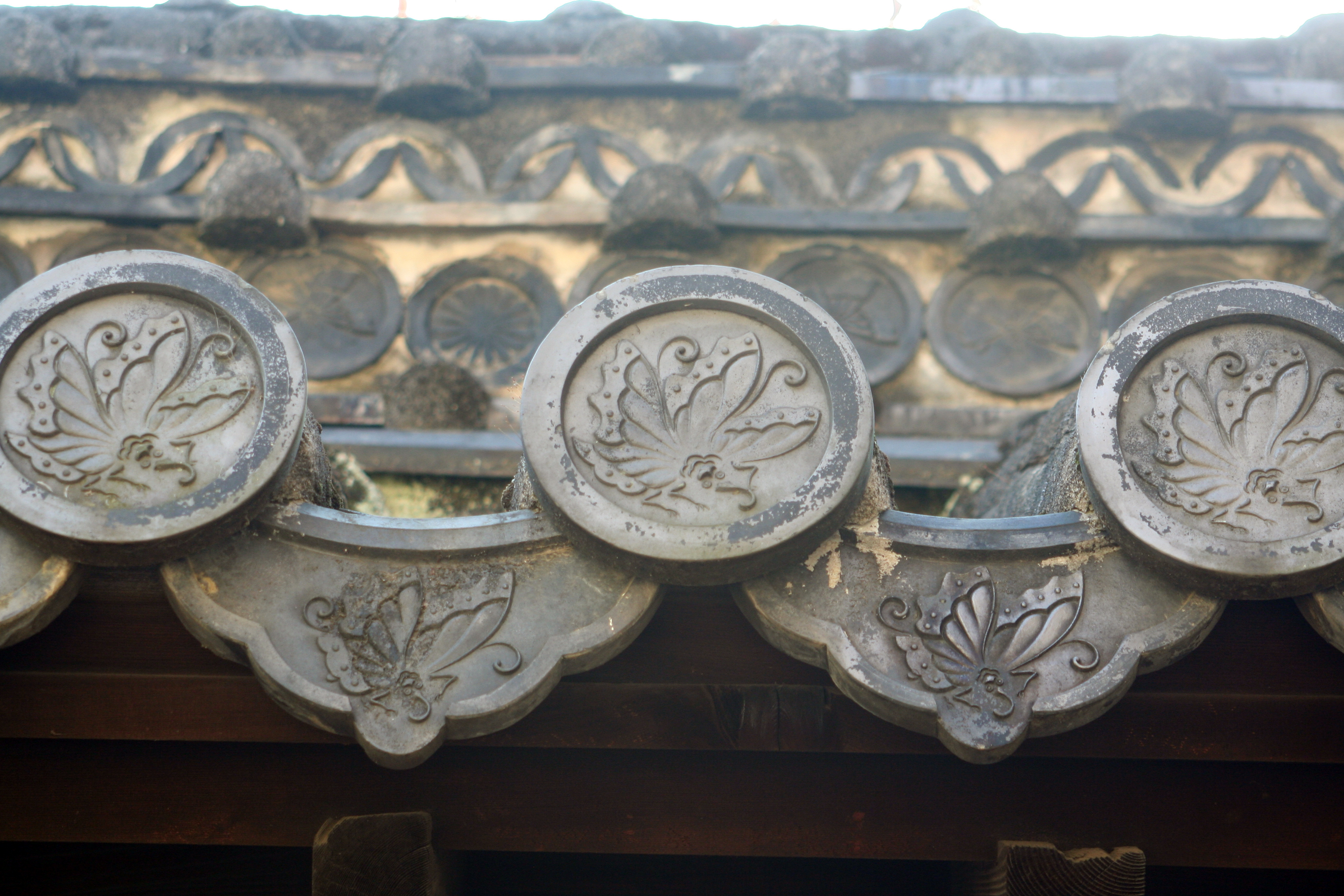
Le mon appartenant à Ikeda Terumasa.

Le château de Himeji est le plus grand château du Japon. Il est l'archétype du château japonais par la présence de défenses et d'élément architecturaux caractéristiques. Les murs incurvés sont parfois comparés pour leurs formes à des éventails (扇子, sensu). En réalité, cette forme n'a pas de vocation esthétique mais permet une très grande solidité du mur, fabriqué en pierre et en bois. Les sceaux (紋, mon) de nombreuses familles féodales installées dans l'ensemble du château témoignent de la présence des différents daimyos tout au long de l'histoire.
Ce château est situé au centre de la ville de Himeji, au sommet d'une colline appelée Himeyama (姫山, Himeyama) atteignant 45,6 m d'altitude. Le parc Kōkoen (好古園, Kōkoen), qui fut créé en 1992 pour commémorer les cent ans de la ville de Himeji, est à côté du château. Le château est constitué d'un total de 83 bâtiments tels que des entrepôts, des portes et des tourelles (楼, yagura). Sur ces 83 bâtiments, 74 sont désignés en tant que bien culturel important : 11 couloirs, 16 tourelles, 15 portes et 32 murs dont le plus grand atteint une hauteur de 26 m.
D'est en ouest, le château mesure entre 950 et 1 600 m de long et du nord au sud, sa longueur varie entre 900 et 1 700 m. Le périmètre de l'installation atteint 4 200 m tandis qu'elle couvre une surface de 233 hectares.

### Le donjon

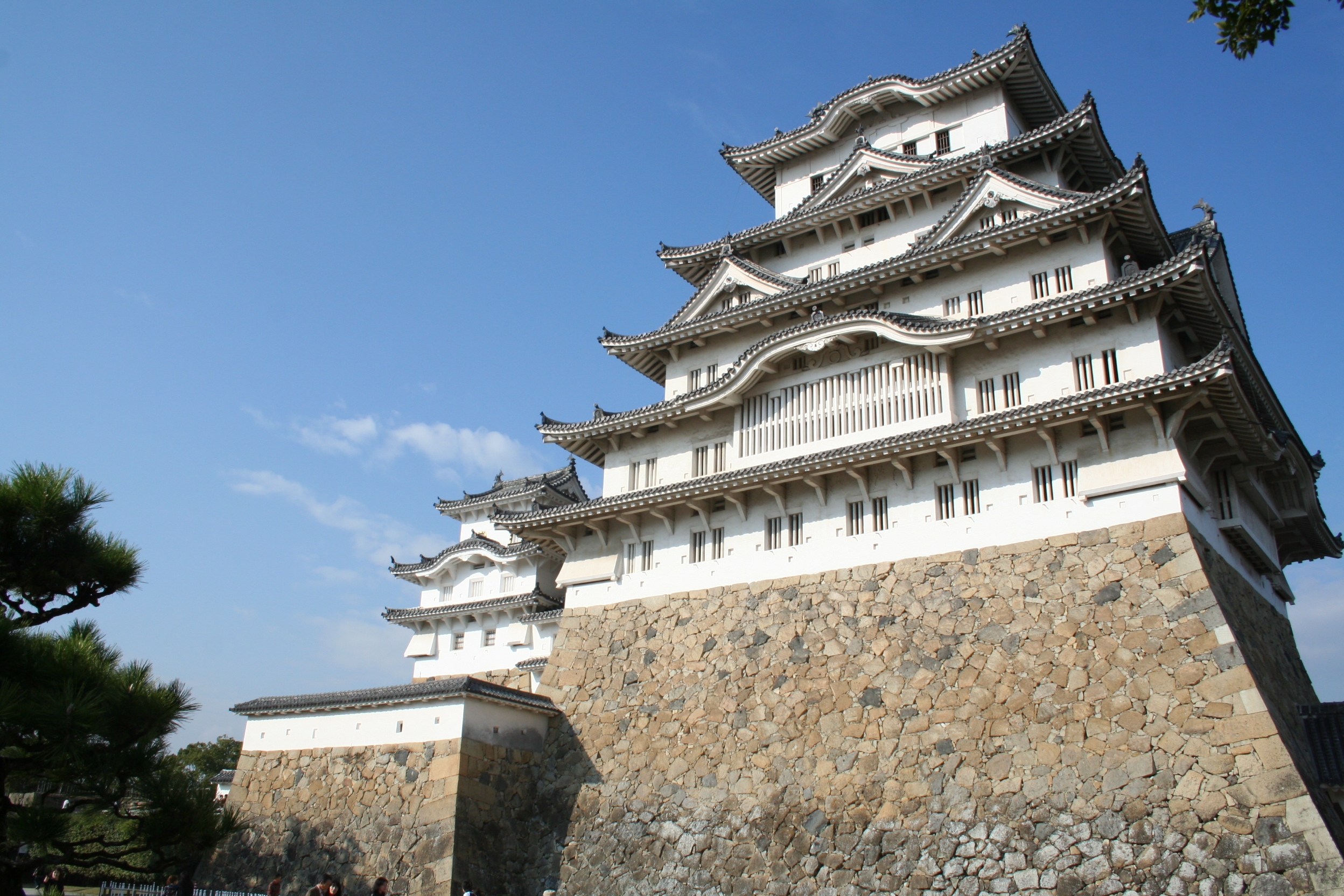
La base du donjon du château de Himeji est en pierre.

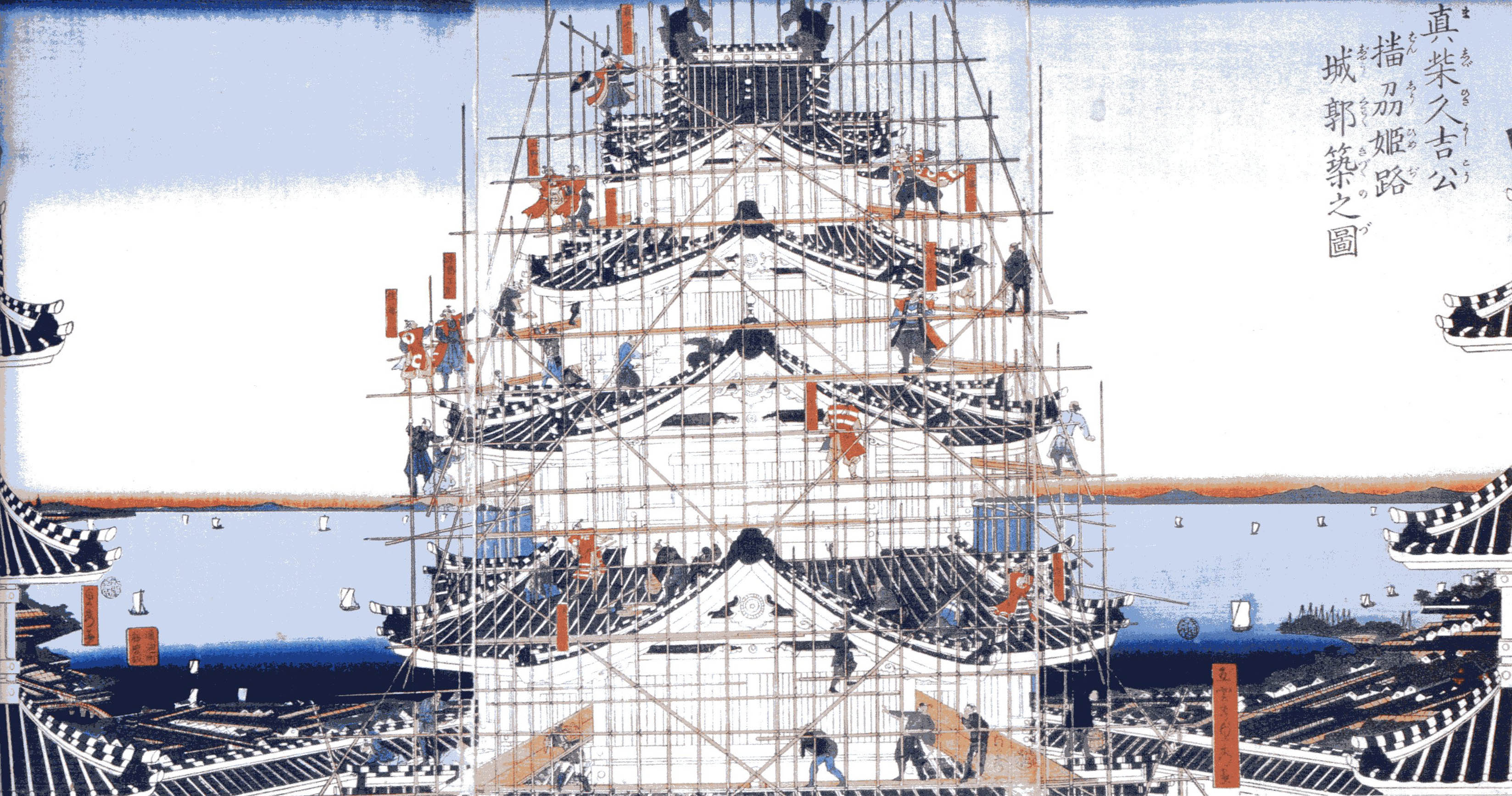
Estampe représentant la construction du donjon du château de Himeji.

Le donjon (天守閣, tenshukaku), d'une hauteur de 46,4 m, soit 92 m au-dessus du niveau de la mer, est situé au centre du château. Trois tours plus petites (小天守, kotenshu) y sont accolées et forment un ensemble. Cet agencement est nommé renritsu shiki (连立式, renritsu shiki). Bien que de l'extérieur le donjon ne semble comporter que cinq étages, il en comporte six. En effet, l'avant-dernier étage ainsi que celui situé en dessous ne semblent en former qu'un. Le donjon repose sur des fondations de 385 m2, incluant des installations inédites comme des toilettes et une cuisine comprenant un égouttoir.
Le donjon est basé sur deux piliers, un à l'est et l'autre à l'ouest. Le pilier est, d'un diamètre de 97 cm à sa base, était à l'origine le tronc d'un unique sapin, mais a depuis été remplacé dans sa grande majorité. Le pilier ouest est quant à lui fait d'un tronc de cyprès du Japon, mesurant à sa base 85 cm sur 95.
Le premier étage, d'une superficie de 554 m2, est recouvert par plus de 330 tatamis. Les murs sont recouverts par des râteliers permettant aux soldats de déposer leurs arquebuses et leurs lances. Il y a eu jusqu'à 280 armes à feu et 90 lances dans le château. Le deuxième étage a pratiquement la même superficie que le premier avec 550 m2.
Le troisième étage, de 440 m2, ainsi que le quatrième étage, de 240 m2 sont munis au nord et au sud de plateformes permettant de jeter des pierres (石打棚, ishiuchidana). Des pièces permettant aux soldats de se cacher pour attaquer les assaillants du donjon par surprise sont également présentes. Elles portent le nom de mushakakushi (武者隠, mushakakushi). Le sixième et dernier étage a une superficie de seulement 115 m2.

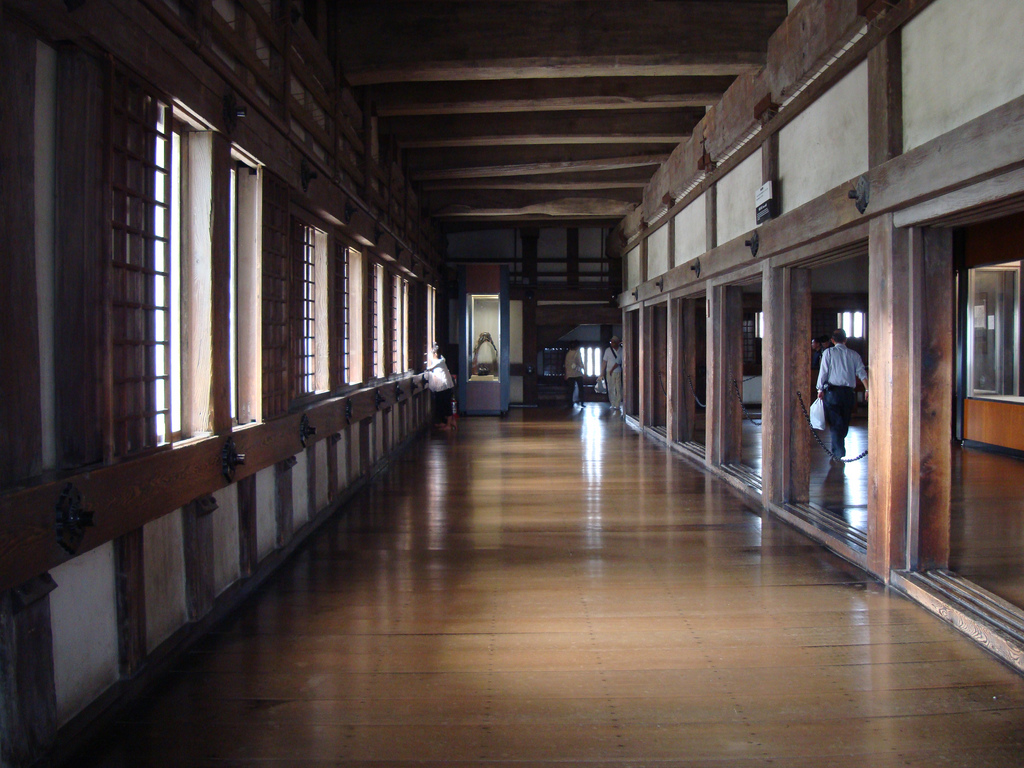
L'intérieur du donjon.
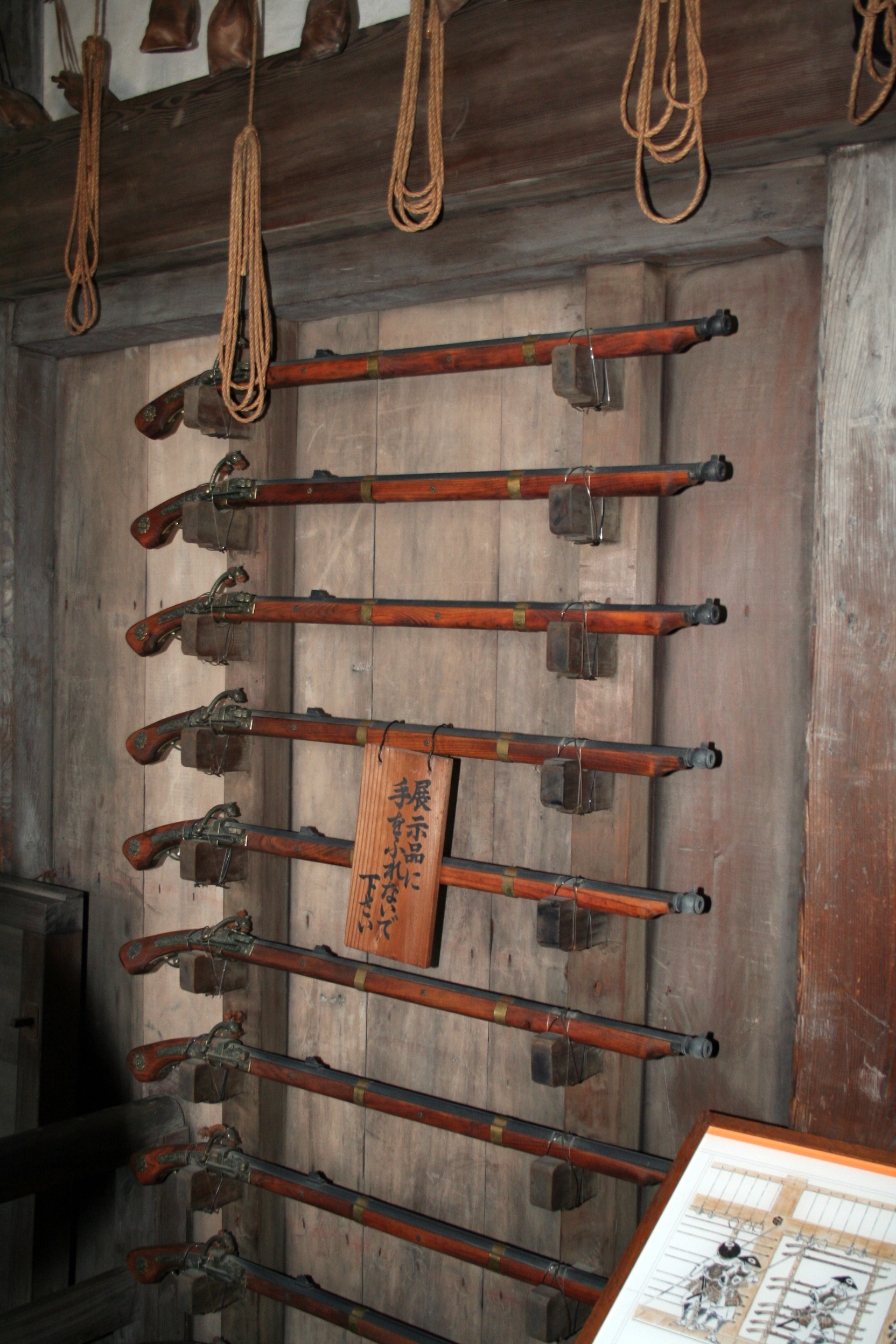
Un des râteliers supportant des arquebuses.
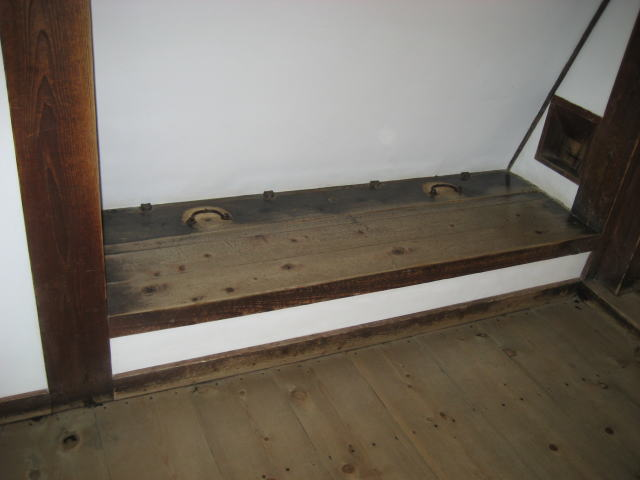
La trappe se soulève pour permettre de jeter des pierres.

## Système de défense

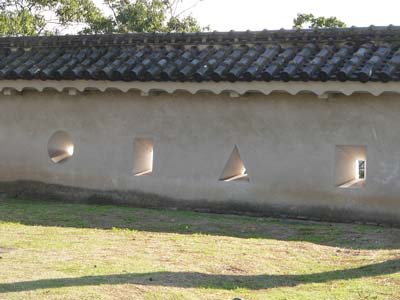
Des meurtrières du château de Himeji.

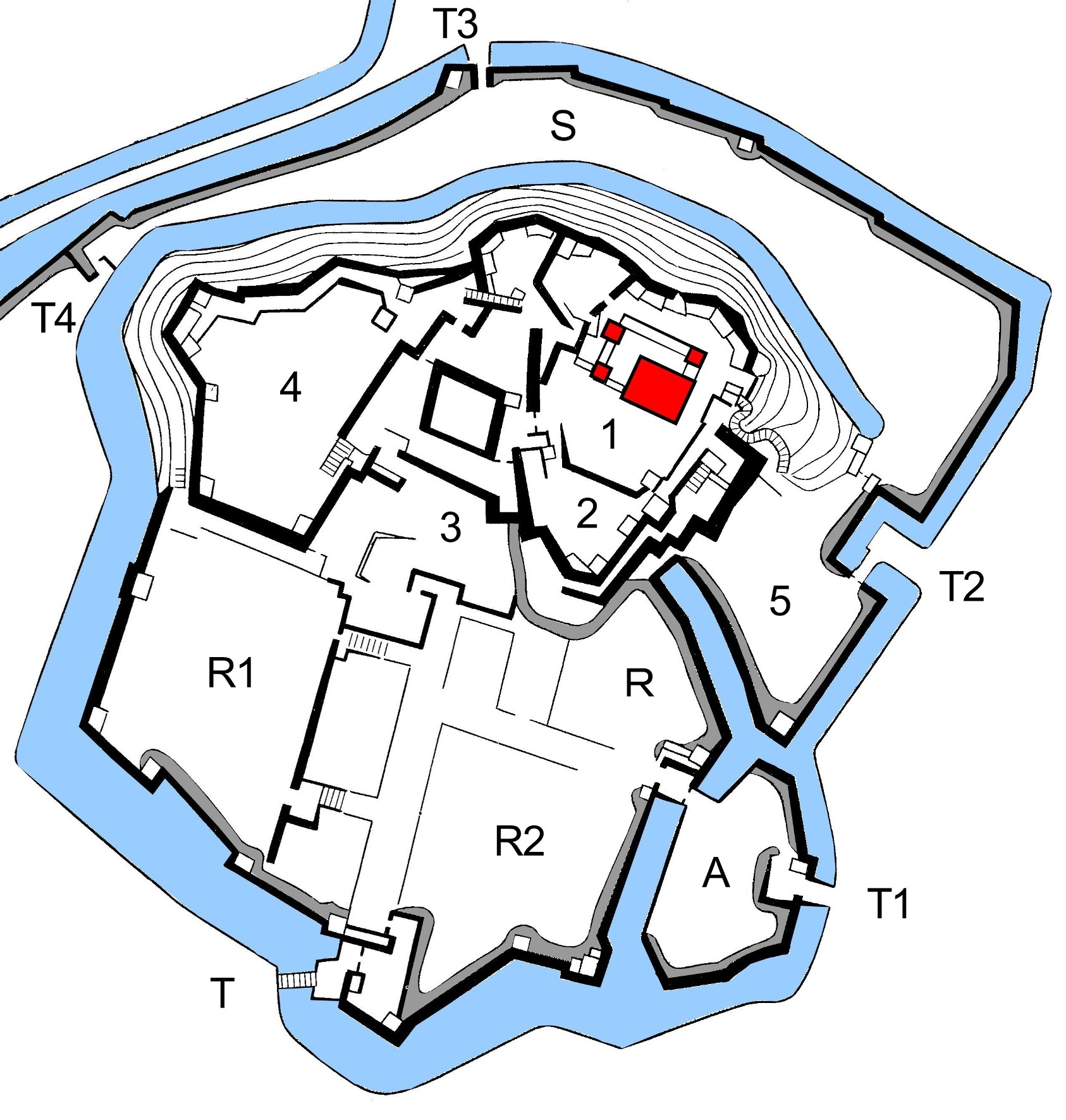
Plan général des fortifications et des tours du château. En rouge, le château central lui-même.

Le château de Himeji possède un système de défenses évolué datant de la période féodale. Des meurtrières (狭間, sama) en forme de cercle, de triangle et de rectangle et protégées par un opercule de bois, sont présentes dans tout le château, permettant aux soldats armés d’arquebuses ainsi qu’aux archers de tirer sur leurs assaillants sans s’exposer. Aujourd’hui, environ 1 000 meurtrières sont encore visibles dans les différents bâtiments. Des mâchicoulis (石落窓, ishi otoshi mado) sont également installés à différents endroits dans les murs du château, permettant de jeter des pierres ou de l’eau bouillante sur les assaillants passant en dessous. Il est à noter que les systèmes  de défense des châteaux ne comportaient jamais d'huile, bouillante ou non, car il s'agit d'une denrée qui coûte très cher. Le plâtre a quant à lui été utilisé dans la construction du château pour sa résistance au feu.

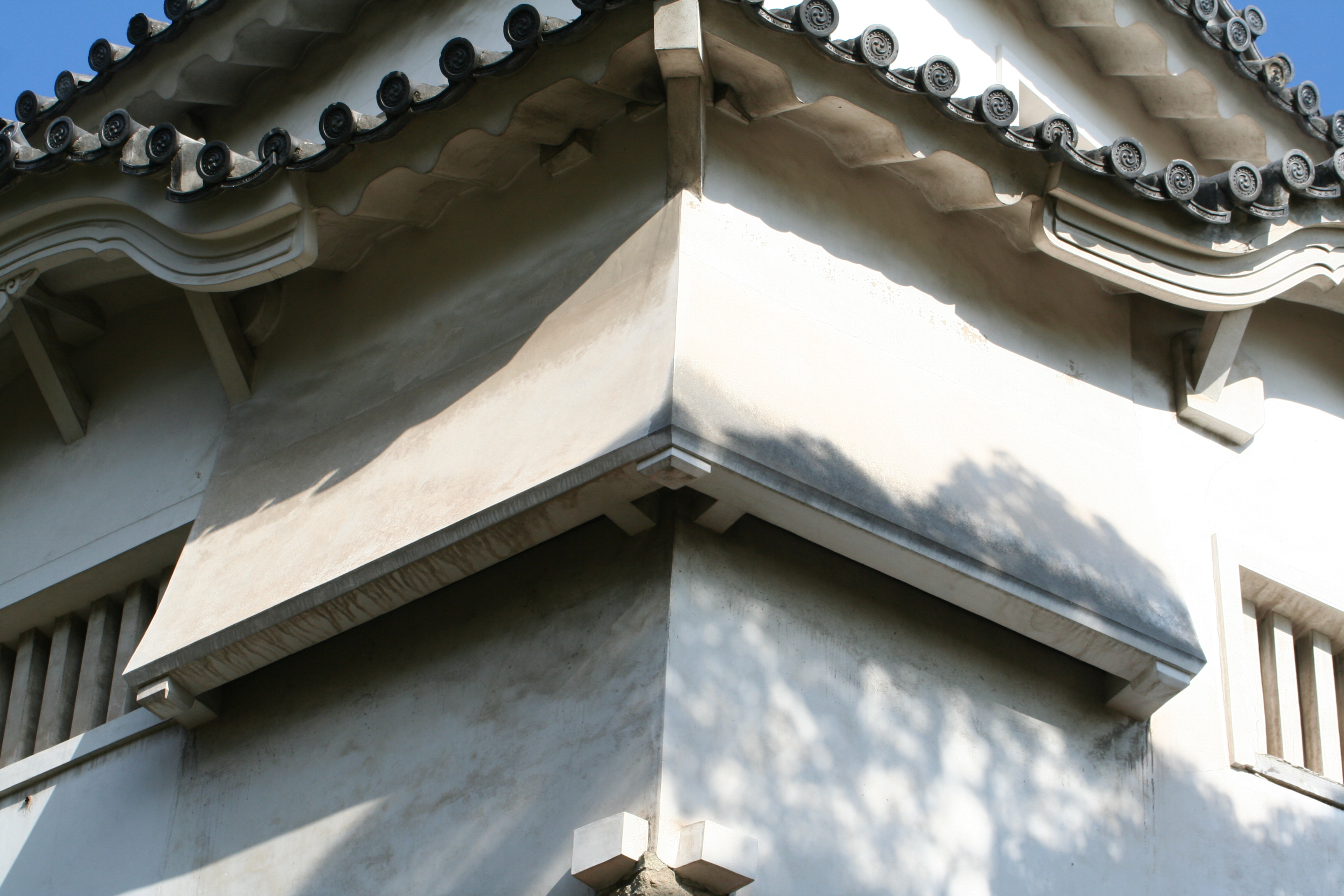
Les mâchicoulis sont situés sur les angles du donjon.

Le système de défense du château inclut aussi trois douves, dont une (celle située le plus à l'extérieur), est de nos jours enterrée. Seules des parties de la douve médiane subsistent, tandis que la douve intérieure est encore intacte. Ces douves ont une largeur moyenne de 20 m et une largeur maximale de 34,5 m, la profondeur est quant à elle établie à 2,7 m environ. La douve des Trois Pays (三国濠, sangoku bori) ou douve des Trois Pays (三国堀, mikuni bori) est un étang d'une surface de 2 500 m2 qui fut créée pour servir de réserve d'eau en cas d'incendie.

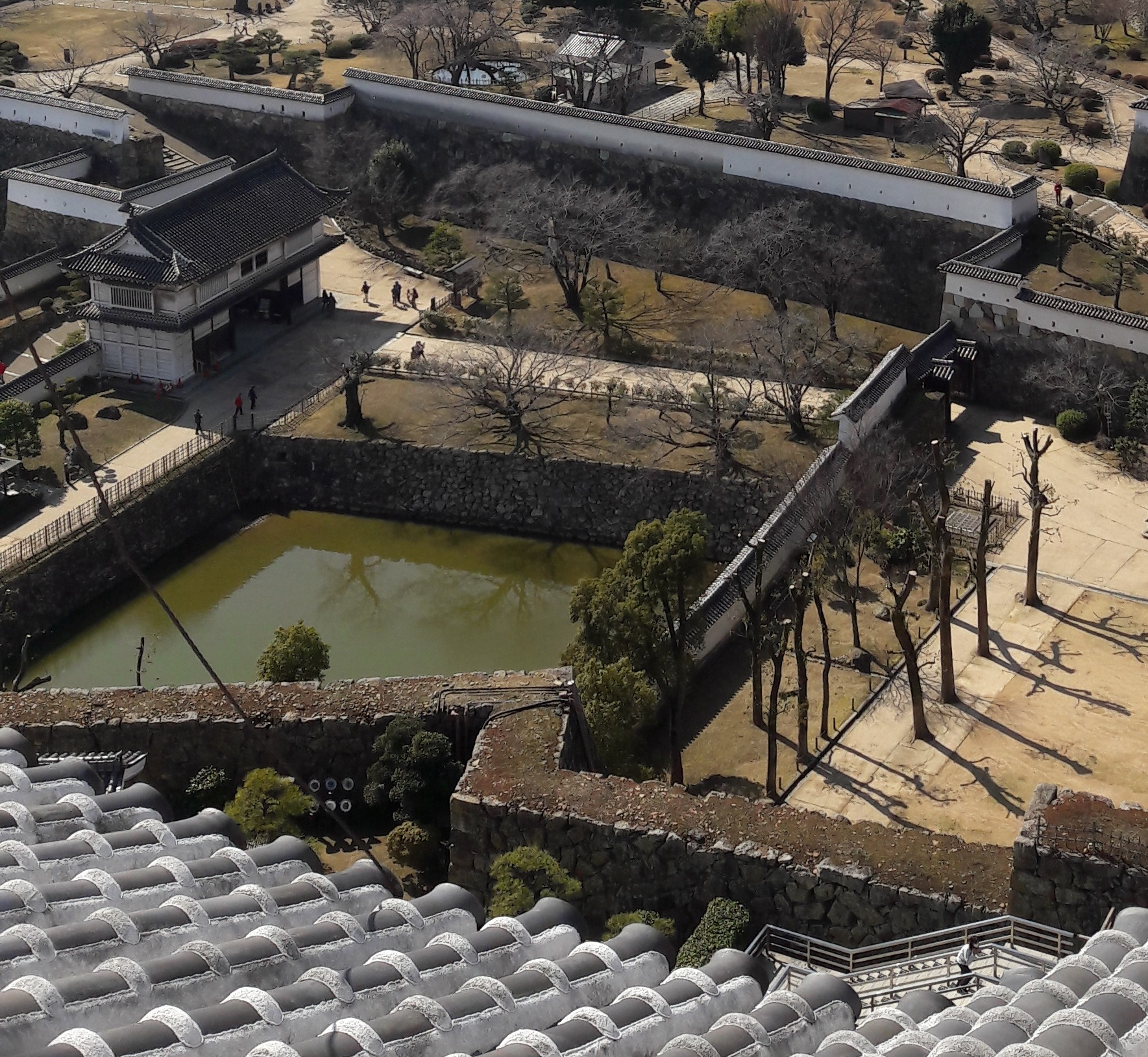
Réservoir d'eau dans la haute cour

Le château comprend de nombreux entrepôts, notamment au niveau de sa base (腰曲輪, koshikuruwa), qui servaient à stocker du riz, du sel et de l'eau en cas de siège. Un bâtiment, connu sous le nom de tourelle du Sel (潮櫓, shioyagura), était utilisé uniquement pour l'entreposage du sel. À l'époque, on estime qu'elle était remplie par quelque 3 000 sacs de sel. Le château utilisait 33 puits utilisant la douve intérieure pour se fournir en eau. Seuls 13 d'entre eux, dont le plus profond plonge à 30 m, subsistent encore aujourd'hui.
Un des plus importants mécanismes de défense du château est le chemin labyrinthique menant au donjon, destiné à dérouter les éventuels assaillants (il n'y avait pas de plan du château disponible). Les portes, les mottes castrales ainsi que l'enceinte externe sont disposées de manière à troubler les forces ennemies. Ces dernières devaient alors progresser selon un motif en spirale autour du donjon. À l'origine, le château comptait 84 portes dont 15 avaient été nommées selon l'alphabet japonais. De nos jours, 21 portes sont restées intactes et 13 d'entre elles sont toujours nommées selon l'alphabet japonais.

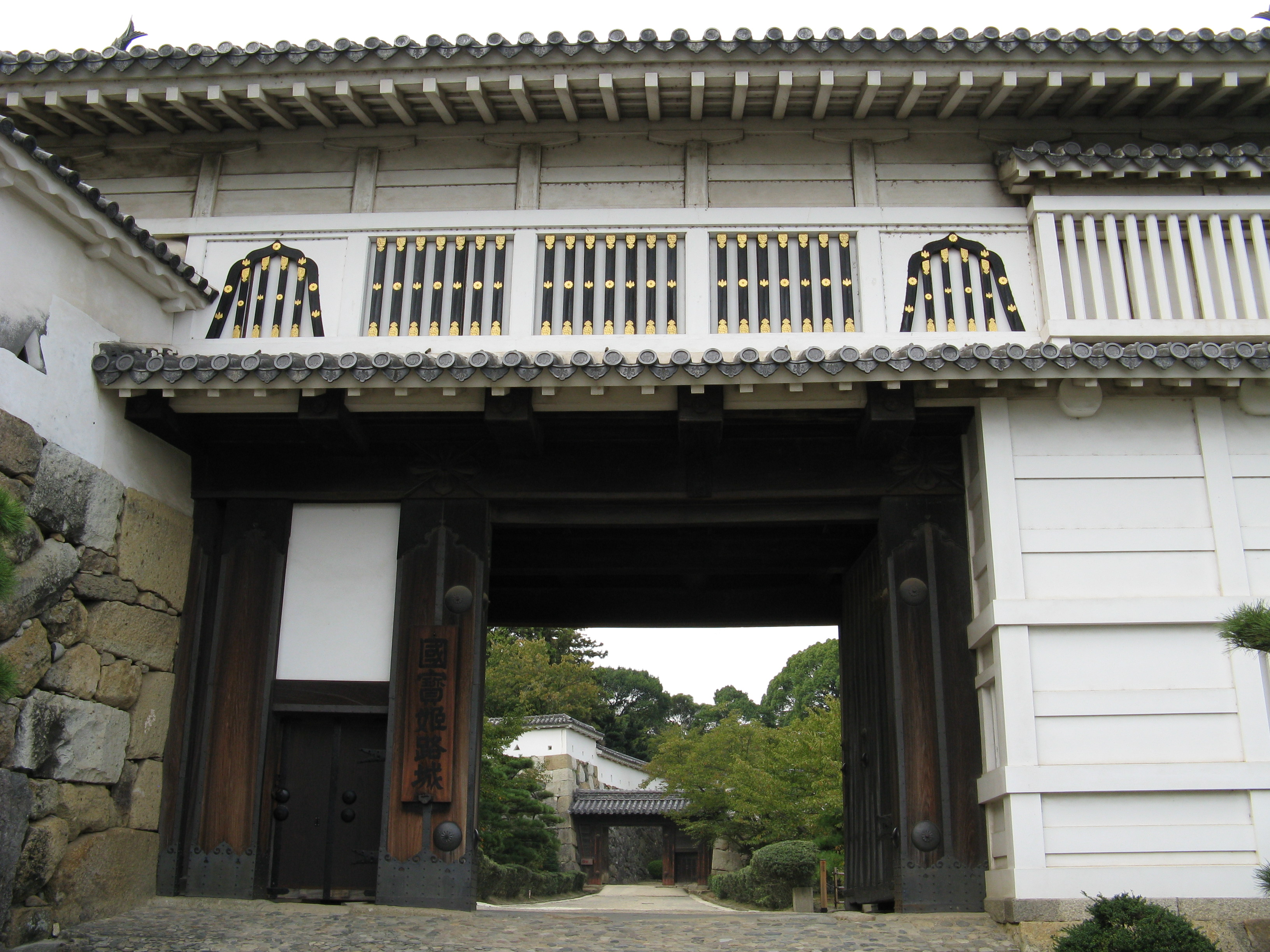
La est l'une des 21 portes restantes.

La plupart du temps, les allées reviennent sur elles-mêmes, ce qui empêche de se situer. Par exemple, la distance à vol d'oiseau entre la porte du Diamant (菱の門, hishi no mon) et le donjon (天守閣, tenshukaku) est de seulement 130 m. Cependant, le chemin qui relie ces deux lieux mesure 325 m. De plus, les allées sont étroites et abruptes, ce qui empêche d'autant plus la progression des ennemis. Ce système permettait aux soldats défendant le château de tirer sur les intrus depuis le donjon mais, le château de Himeji n'ayant jamais été attaqué de cette manière, le système n'a jamais pu faire ses preuves. Cependant, aujourd'hui, de nombreux visiteurs se perdent dans ce dédale alors que le chemin est clairement indiqué.

## Particularités

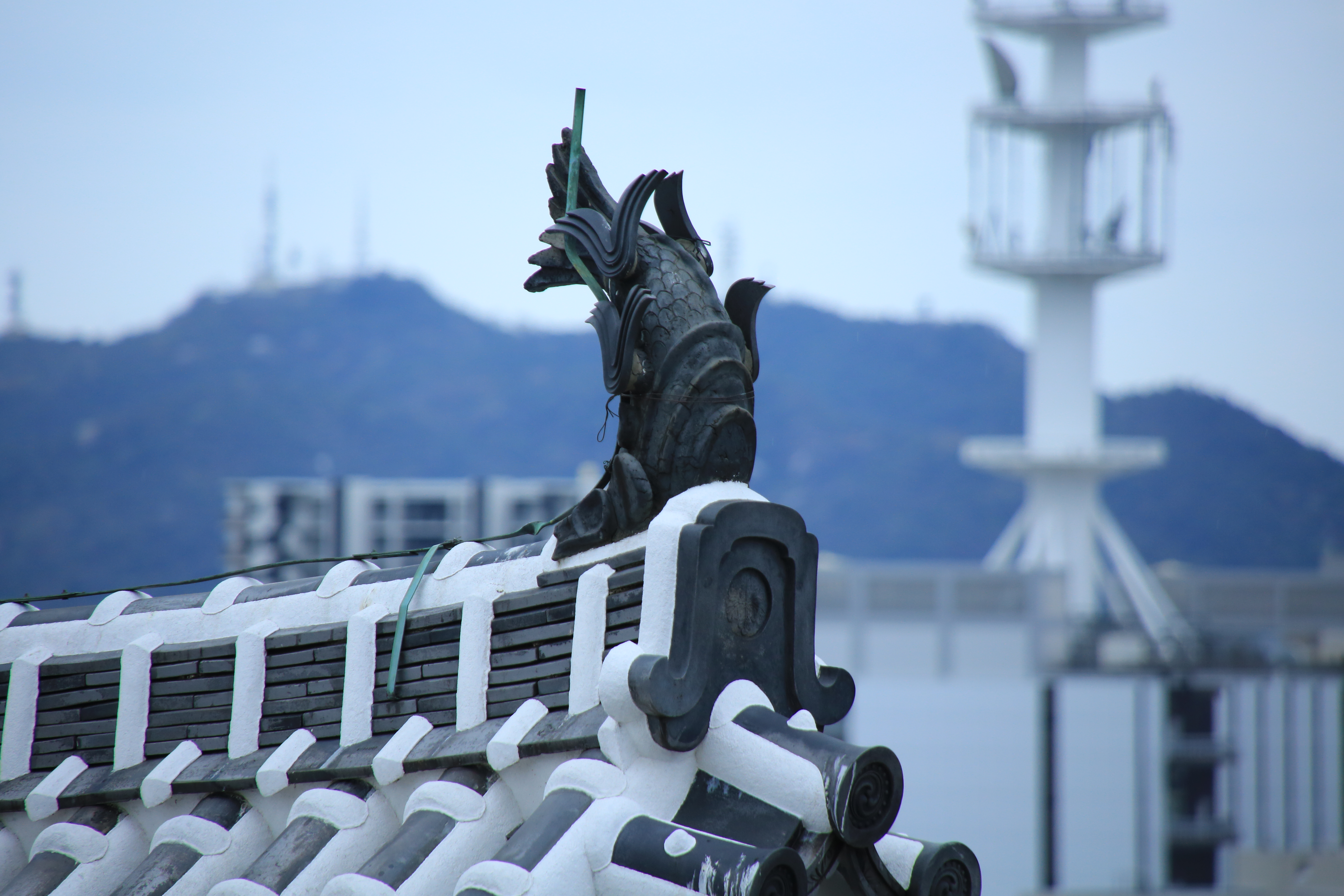
Shachi sur le toit

- Les shachi-gawara (鯱瓦?), une variante d'un des neuf fils du dragon, chīwěn, de la mythologie chinoise, connu sous les appellations Shachihoko, ou bien encore Kinshachi au Japon. Ils ressemblent à des poissons et qui ornent le toit sont des animaux mythiques protégeant, disait-on, du feu le toit du donjon.[pas clair]
- La séparation entre les deux derniers étages n'est pas visible de l'extérieur.
- Le premier étage abrite le musée des armes de Himeji.
- Des glissières d'angle, situées à différents endroits, et fermés par des trappes, permettaient, comme des mâchicoulis de jeter des pierres, du sable (pour gripper les armures) ou de la poix bouillante sur les assaillants.
- À l'entrée du donjon et du long corridor situé en contrebas, comme dans tous les châteaux du Japon, on enlève ses souliers, pour marcher pied nu ou pour chausser des pantoufles. Pour passer à l'étage supérieur, il faut gravir une échelle à barreaux ronds presque verticale, ce qui n'est pas vraiment prévu pour les pantoufles.
- Durant l'automne se tiennent des expositions de chrysanthèmes dans le parc au pied du château.
- L'entrée du zoo de Himeji est située dans la plus grande enceinte du château.

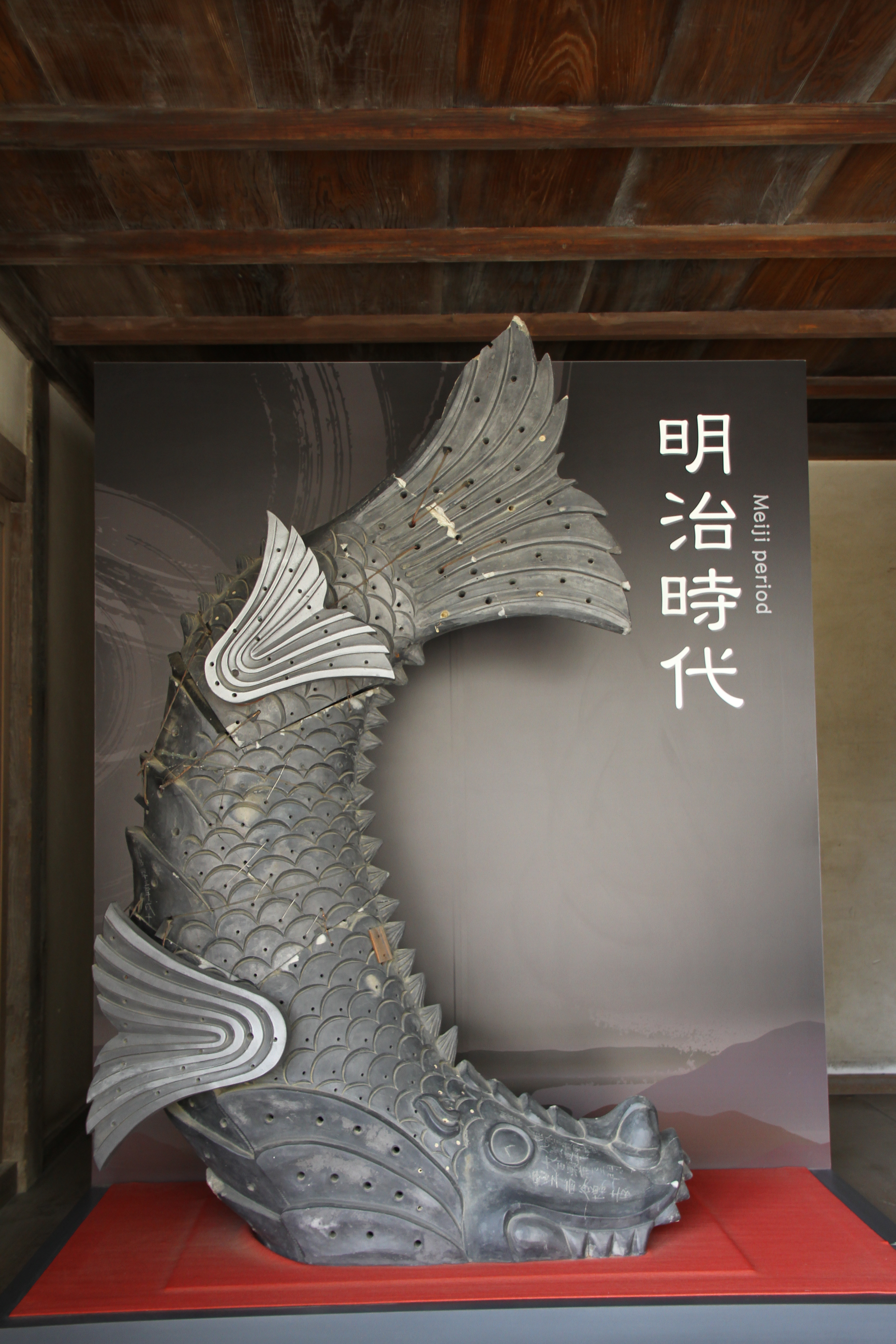
Shashi exposé à l'intérieur

## Galerie

Après réparation, en 2014.
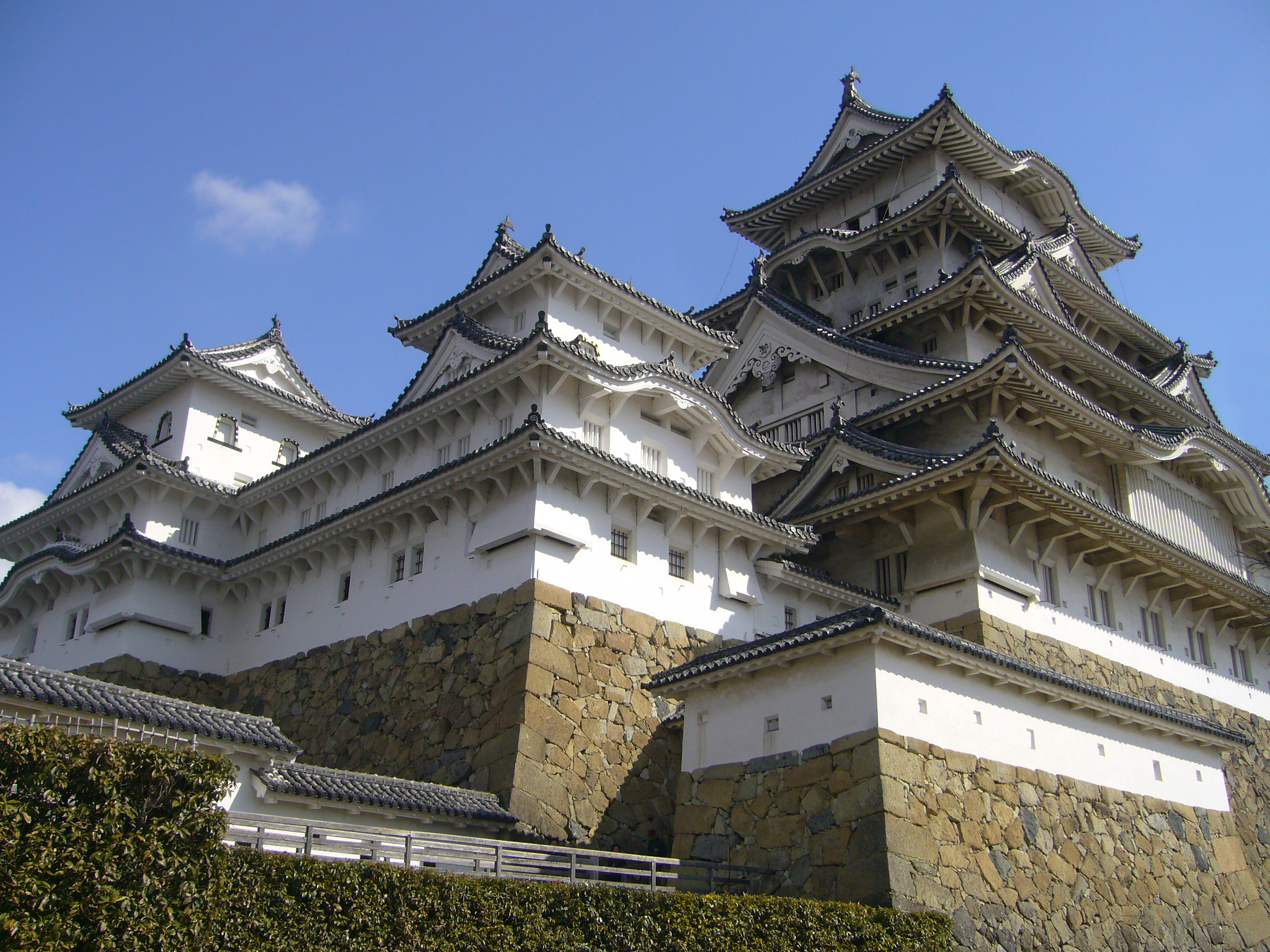
Vue au pied du château de Himeji.
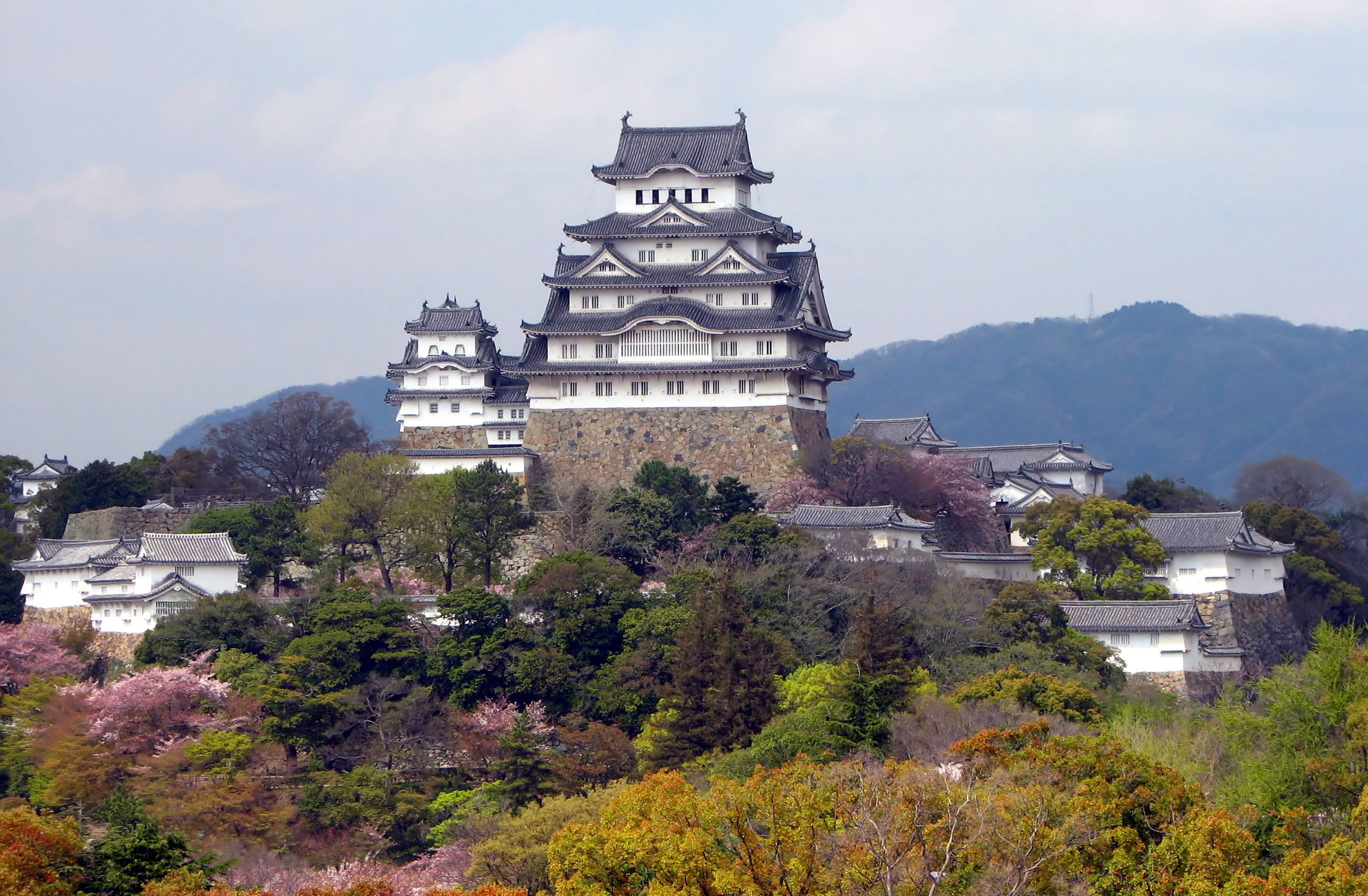
Vue à partir du centre-ville.
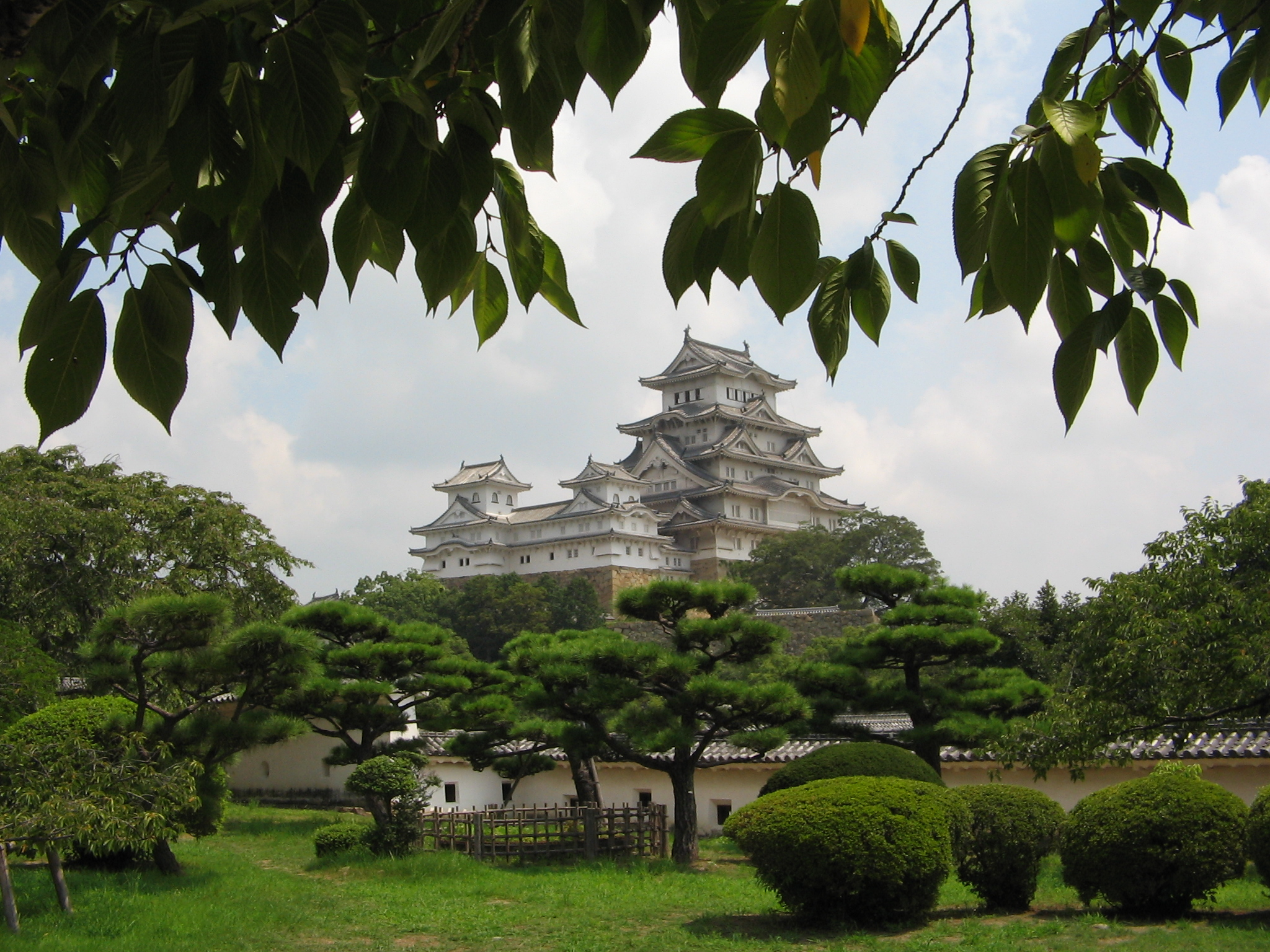
Château de Himeji.
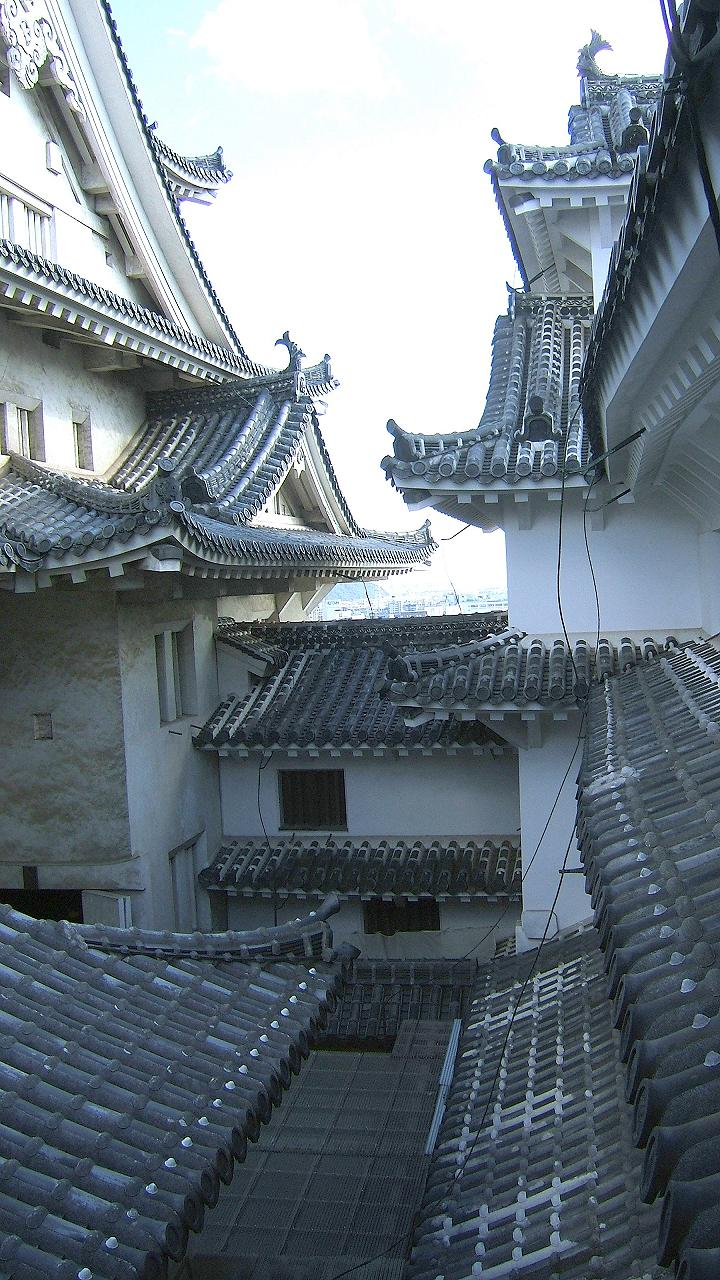
L'intérieur du château de Himeji.
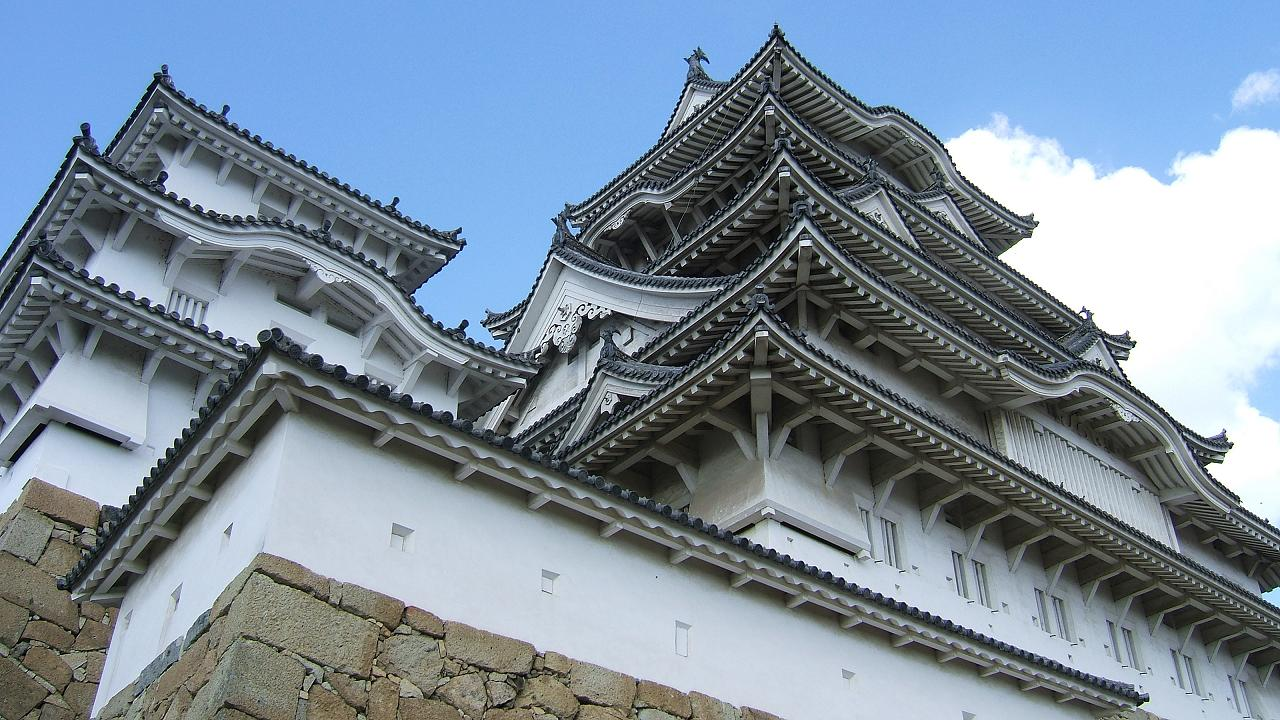
Vue au pied du château de Himeji.
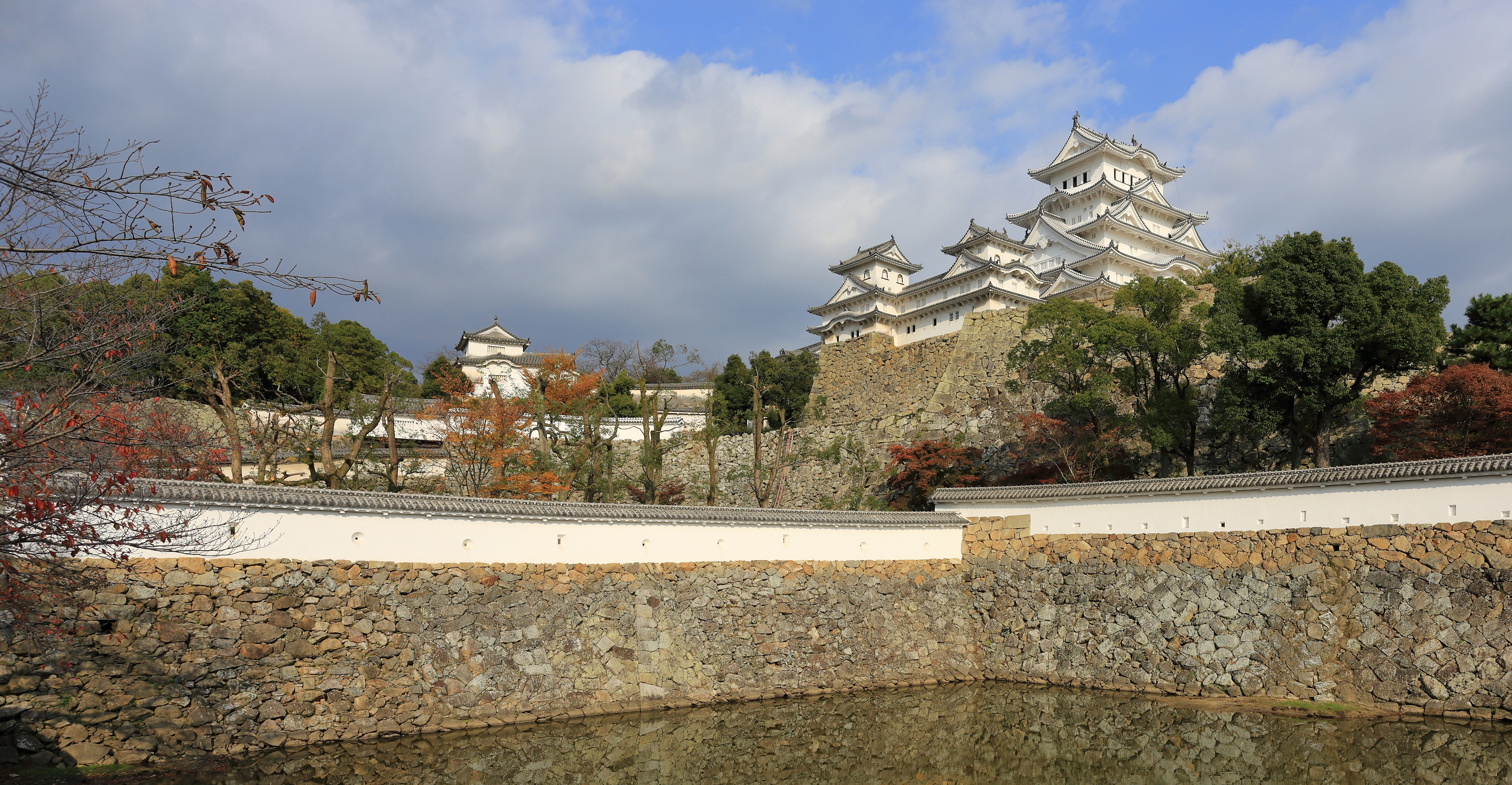
Vue dans l'enceinte du château, devant le réservoir d'eau.
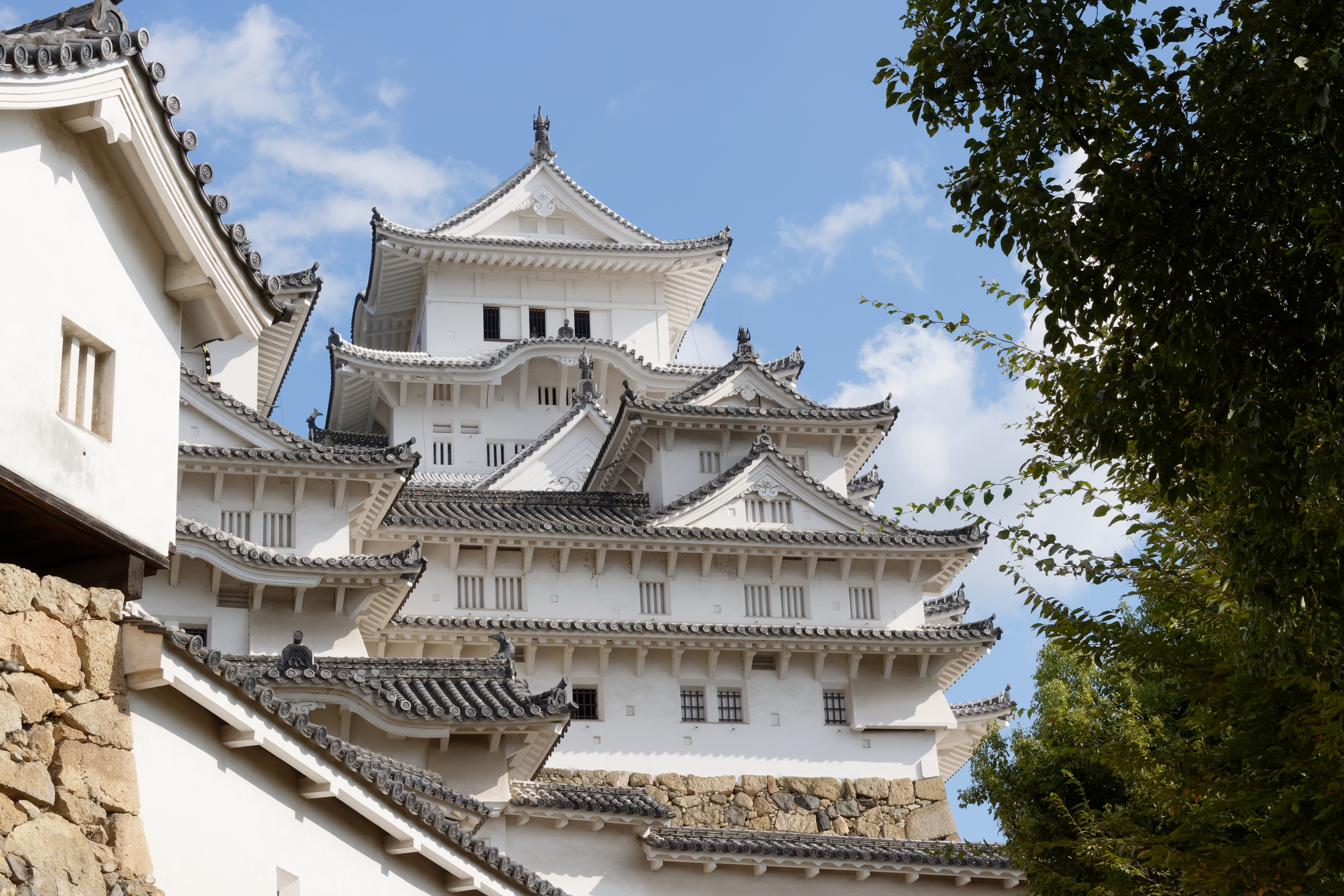
Vue à l'intérieur des fortifications.
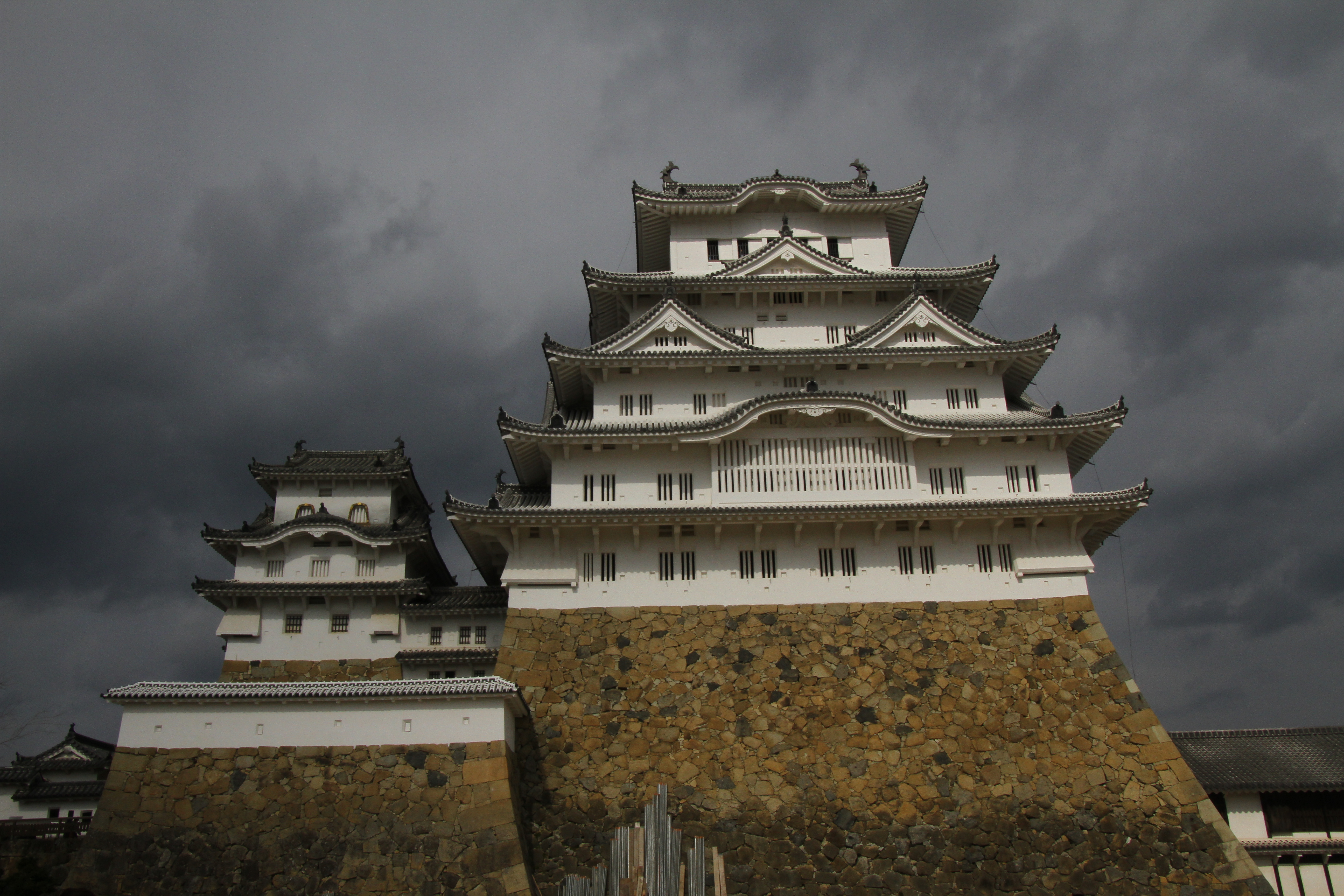
Le château sous l'orage
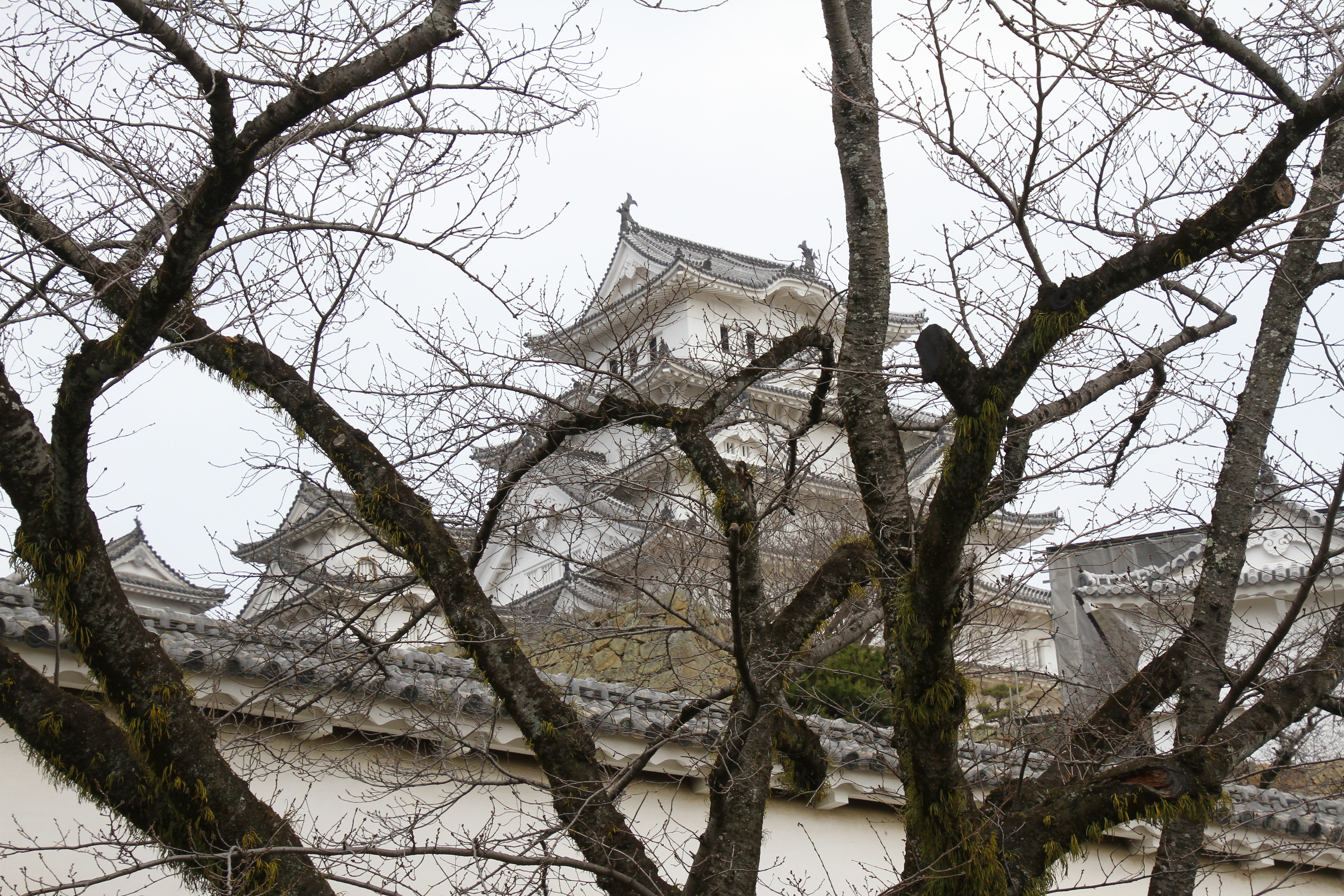
Depuis la première enceinte derrière les ramures des grands arbres.
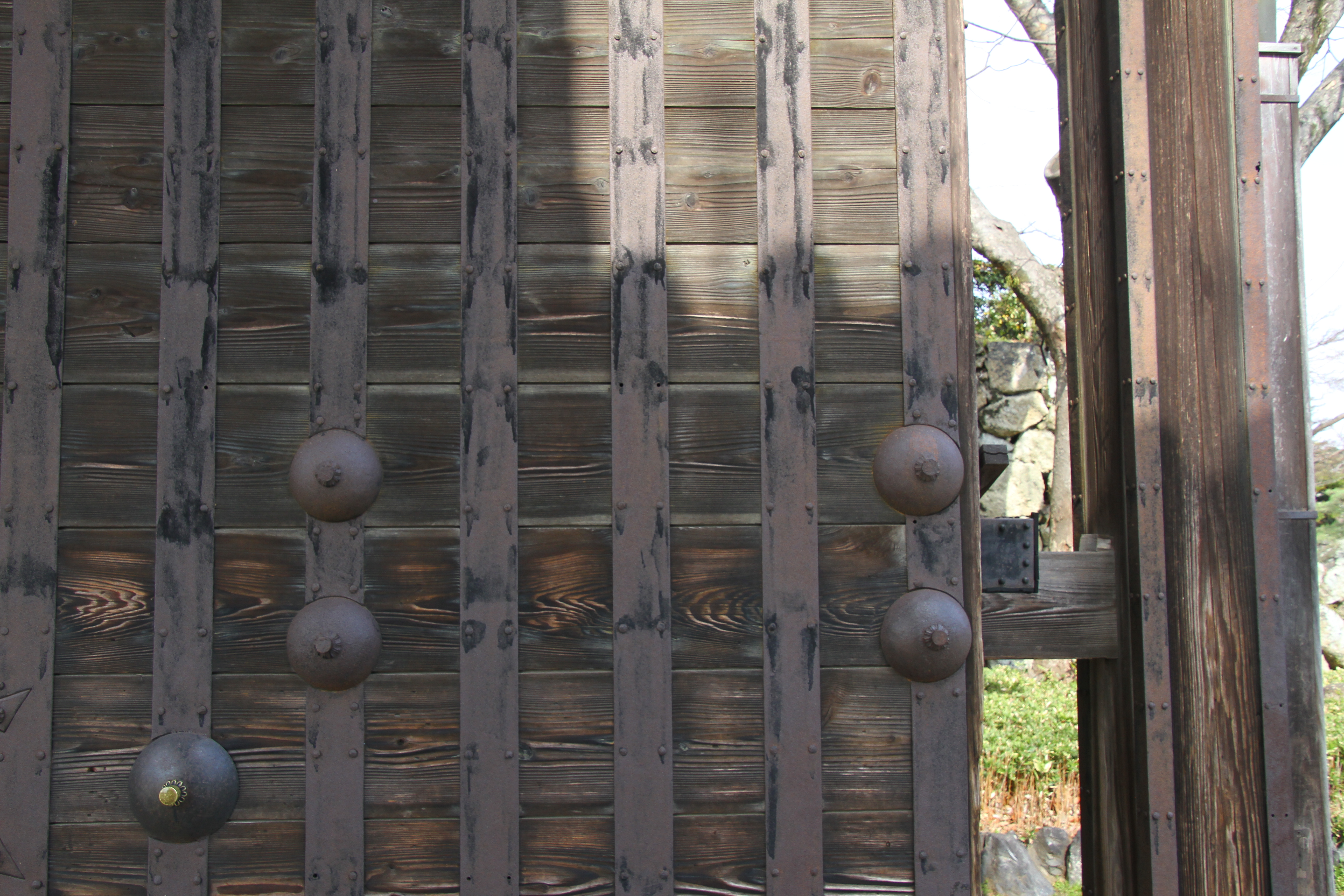
Porte monumentale d'accès au château.

## Postérité
Le château de Himeji apparaît souvent à la télévision japonaise. La raison en est simple, lorsque le tournage d'une fiction historique doit avoir lieu (Abarenbō Shōgun (en) par exemple), les producteurs se tournent naturellement vers ce château qui est le seul du Japon à être aussi bien conservé (donjon et murailles). C'est également le lieu où ont été tournées certaines scènes extérieures de Ran et de Kagemusha (deux célèbres films d'Akira Kurosawa), ainsi que la série télévisée américano-japonaise Shogun. Le château apparaît aussi dans le film de James Bond On ne vit que deux fois (1967).